# Mochlodon
A Mochlodon a rhabdodontidae dinoszauruszok csoportjába tartozó nemzetség. Ausztria és Magyarország késő krétájából kerültek elő a maradványai. A késő kréta korszakban (85-80 Millió évvel ezelőtt) éltek, és jelenleg két faja ismert: M. suessi és M. vorosi.

## Felfedezése és fajok
1859-ben egy szénbánya vezetője értesítette a bécsi egyetemet, hogy az ausztriai Muthmannsdorfban található Gute Hoffnung nevű bányában néhány kövületet találtak. Az Eduard Suess és Ferdinand Stoliczka geológusok által vezetett csapat ezt követően több faj számos csontját tárta fel itt, köztük egy euornithopoda dinoszaurusz csontjait is. Az egyetemi múzeumban tárolva a leletek leíratlanok maradtak, addig amíg Emanuel Bunzel 1870-től el nem kezdte tanulmányozni őket. Bunzel 1871-ben az euornithopodát az Iguanodon új fajának nevezte el: Iguanodon suessii néven.  A fajnevet Suess után kapta, de ma suessi-ként írják. 1881-ben Harry Govier Seeley külön nemet nevezett meg a számára: Mochlodon. A nem név a görög mokhlos, a "rúd" és az odon, a "fog" kifejezésből származik, ami utalás a fogak rúdszerű középső gerincére. A típusfaj a Mochlodon suessi . 

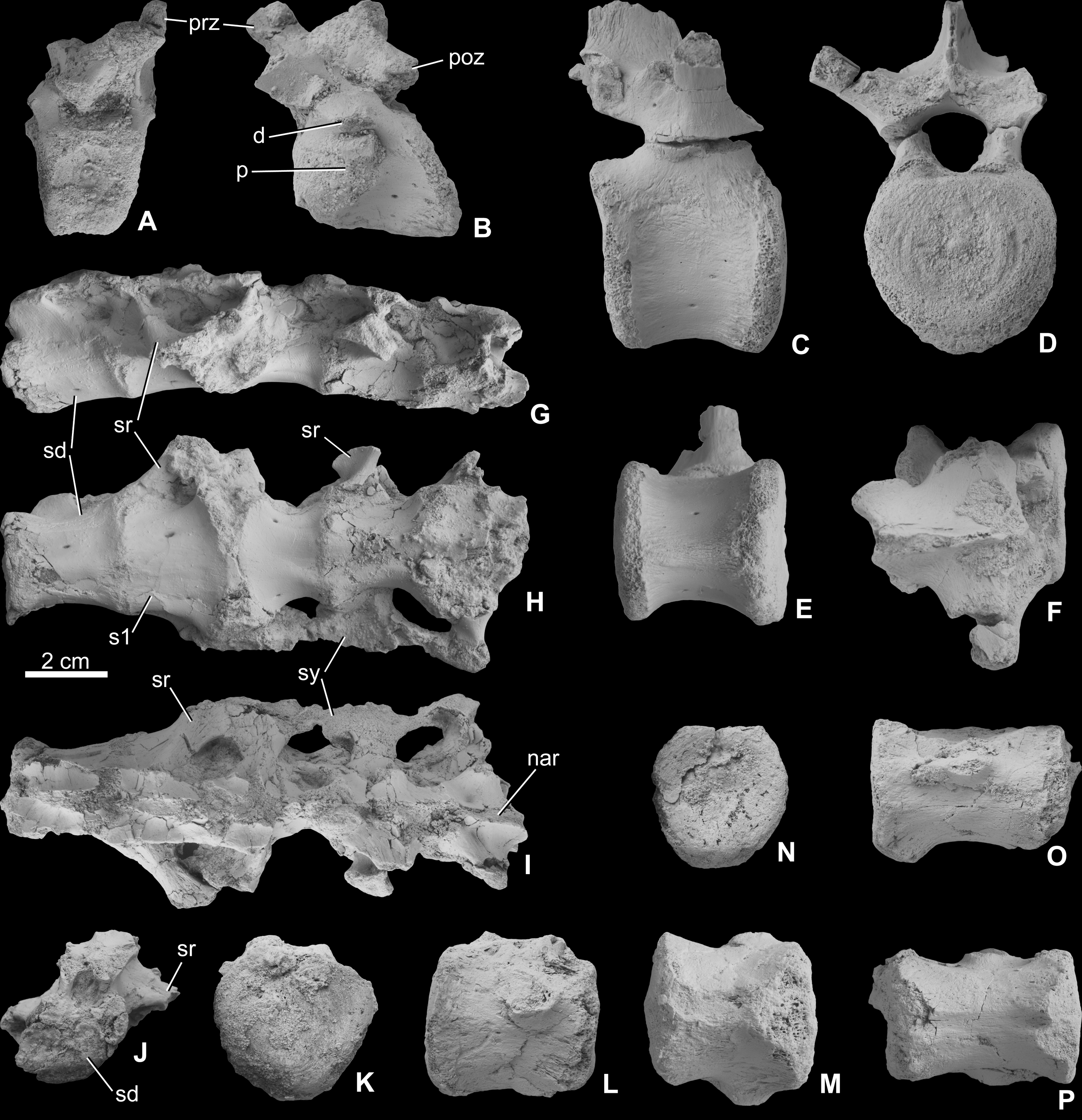
A Mochlodon vorosi csigolyái

A PIUW 2349  jelű típuspéldányt a Gosau-csoport Grünbach-formációjában találták meg, és az alsó campaniai időre becslik, azaz körülbelül 80 millió éves. Tartalmaz egy állkapcsot, két csigolyát (ezek elvesztek), egy parietalét, egy lapockát, egy ulnát, egy ungualt, egy combcsontot és egy sípcsontot. Bunzel nem adott meg holotípust. 2005-ben az állkapcsot választották meg lektotípusnak.
A tizenkilencedik század végén Báró Nopcsa Ferenc hasonlóságot fedezett fel mind a romániai, mind a francia rhabdodon fosszíliák és az osztrák Mochlodon között. 1899-ben ezek közül néhányat elnevezett Mochlodon inkeyi-ként, amely az Inkey Béla tiszteletére szolgáló név. Viszont ugyanebben az évben Rhabdodon inkeyi névre változtatta. 1900-ban Nopcsa néhány román maradványt Mochlodon robustumnak nevezett el  1915-ben azonban arra a következtetésre jutott, hogy minden anyag a Rhabdodonhoz tartozhat, az osztrák maradványok pedig a Rhabdodon priscushoz. A későbbi években a Mochlodont gyakran nomen dubiumnak tekintették . 2003-ban, amikor a M. robustus-t Zalmoxes-nek nevezték el, a Mochlodon nevet előzetesen visszaállították a Mochlodon suessi faj külön nemévé. 
A második faja, a M. vorosi, a magyarországi szantoniai korú iharkúti lelőhelyről, a Csehbányai Formációból került leírásra 2012-ben. 

## Fordítás
- Ez a szócikk részben vagy egészben  a   Mochlodon című angol Wikipédia-szócikk ezen változatának fordításán alapul.  Az eredeti cikk szerkesztőit annak laptörténete sorolja fel. Ez a jelzés csupán a megfogalmazás eredetét és a szerzői jogokat jelzi, nem szolgál a cikkben szereplő információk forrásmegjelöléseként.